# Platybrissus ellipticus
Platybrissus ellipticus is een zee-egel uit de familie Eurypatagidae.
De wetenschappelijke naam van de soort werd in 1874 gepubliceerd door Heinrich Bolau.